# Theodor Wibom
Gustav Theodor Wibom, född 1 januari 1881 i Åbo, död 28 april 1977 i Sollentuna, var en finländsk-svensk målare.
Han var son till skulptören Axel Wibom och hans hustru Olga och från 1916 gift med Rut Sjöman. Wibom var som konstnär autodidakt och bedrev konststudier i Italien, Spanien, Frankrike och Grekland. Separat ställde han bland annat ut i Växjö 1954 och han debuterade i Liljevalchs konsthalls Septemberutställning 1919 med ett 20-tal målningar. Hans konst består av blomsterstilleben, porträtt och landskapsskildringar från Italien, Stockholm och Norrland.